# Produksi Film Negara
Produksi Film Negara (PFN) – indonezyjska państwowa wytwórnia filmowa, założona w 1945 roku.